# Viola macloskeyi
Viola macloskeyi F.E.Lloyd – gatunek roślin z rodziny fiołkowatych (Violaceae). Występuje naturalnie w Ameryce Północnej. 

## Rozmieszczenie geograficzne
Rośnie naturalnie w Ameryce Północnej. Został zaobserwowany w Kanadzie (w prowincjach Alberta, Kolumbia Brytyjska, Manitoba, Nowa Fundlandia i Labrador, Nowy Brunszwik, Nowa Szkocja, Ontario, Quebec, Saskatchewan i Wyspa Księcia Edwarda, a także na terytoriach Północno-Zachodnich i Nunavut) oraz Stanach Zjednoczonych (w Arizonie, Kalifornii, Kolorado, Connecticut, Delaware, Georgii, Idaho, Illinois, Indianie, Iowa, Maine, Marylandzie, Massachusetts, Michigan, Minnesocie, Missouri, Montanie, Nevadzie, New Hampshire, New Jersey, stanie Nowy Jork, Północnej Karolinie, Dakocie Północnej, Ohio, Oregonie, Pensylwanii, Rhode Island, Południowej Karolinie, Dakocie Południowej, Tennessee, Vermoncie, stanie Waszyngton, Wirginii, Wirginii Zachodniej, Wisconsin i Wyoming). 

## Morfologia
PokrójBylina dorastająca do 2–10 cm wysokości, tworzy kłącza.
LiścieBlaszka liściowa ma kształt od owalnego do nerkowatego. Mierzy 1–6,5 cm długości oraz 1–5,5 cm szerokości, jest całobrzega lub piłkowana na brzegu, ma sercowatą nasadę i wierzchołek od tępego do ostrego. Ogonek liściowy jest nagi i ma 1–10 cm długości. Przylistki są od owalnych do równowąsko lancetowatych.
KwiatyPojedyncze, wyrastające z kątów pędów. Mają działki kielicha o kształcie od owalnego do lancetowatego. Płatki są odwrotnie jajowate i mają białą barwę, dolny płatek jest odwrotnie jajowaty, mierzy 6-10 mm długości, z niebieskimi żyłkami, posiada obłą ostrogę o długości 1-3 mm.
OwoceTorebki mierzące 5-9 mm długości, o jajowatym kształcie.
Gatunki podobneRoślina jest podobna do gatunku V. renifolia.

## Biologia i ekologia
Rośnie w lasach, na łąkach, brzegach cieków wodnych i skarpach. Występuje na wysokości do 3600 m n.p.m.